# Johan Banér
Johan Banér, ou encore Jean Gustavson Baner, vulgairement appelé Banier, né le 23 juin 1596 à Djursholm et mort le 10 mai 1641 à Halberstadt, est un commandant en chef suédois à l'époque de la guerre de Trente Ans.

## Biographie
Il est né au château de Djursholm. Il se distingue dans la carrière des armes au service du roi de Suède pendant les guerres menées en Russie et en Pologne. C'est déjà un officier supérieur, lorsque Gustave-Adolphe débarque en terre allemande en 1630 et occupe la Poméranie. Banér participe à toute la campagne du nord de l'Allemagne ainsi qu'à la première bataille de Breitenfeld en 1631, où il commande l'aile droite de la cavalerie suédoise. Il est présent à la prise d'Augsbourg et à la prise de Munich et rend de fiers services à la bataille de Rain am Lech et à celle de Donauwörth.    
Banér est blessé au cours de l'attaque ratée du campement de Albrecht von Wallenstein à la Bataille d'Alte Veste ; peu de temps après, alors que Gustave-Adolphe avance vers Lützen, il est envoyé vers l'ouest où il affronte le général impérial Johann von Aldringen. Deux ans plus tard, il est nommé maréchal et pénètre en Bohême à la tête d'un millier d'hommes et se dirige vers Prague, en liaison avec les troupes saxonnes. Cependant l'écrasement des troupes du prince de Saxe-Weimar à la bataille de Nördlingen en 1634, par les armées impériale et espagnole, l'empêche de poursuivre une campagne victorieuse.
À la suite de ces événements, la signature de la Paix de Prague place l'armée suédoise dans une position difficile dont elle ne peut sortir que grâce aux victoires remportées par les troupes réunies de Banér, du maréchal von Wrangel et de Lennart Torstenson, à Kyritz puis à Wittstock (4 octobre 1636) : la Suède peut alors restaurer son influence politique et militaire en Allemagne centrale. Toutefois les trois armées sont, même réunies, en nette infériorité numérique par rapport à l'adversaire qu'elles viennent de défaire. Après avoir évacué dans de grandes difficultés les positions retranchées qu'elles occupaient à Torgau, elles doivent se retirer au-delà de l'Oder, en Poméranie suédoise.  
Toutefois, en 1639 il sillonne à nouveau l'Allemagne septentrionale, bat les Saxons à la bataille de Chemnitz et envahit la Bohême. Il passe ses quartiers d'hiver en 1640-1641 à l'ouest de l'Allemagne. Son dernier succès consiste en un audacieux coup-de-main sur le Danube. Levant le camp au milieu de l'hiver - ce qui était exceptionnel à cette époque - il rejoint les troupes françaises de Guébriant et surprend la défense de Ratisbonne où était réunie la Diète d'Empire. Seule une débâcle soudaine des glaces sur le fleuve empêche la prise de la ville. Banér doit faire retraite vers Halberstadt, fort dépité. C'est là, le 10 mai 1641, qu'il meurt non sans avoir désigné Lennart Torstenson comme successeur. 
Il fut très regretté de ses soldats qui emmenèrent sa dépouille vers le camp de Wolfenbüttel. Banér avait été considéré comme le meilleur des généraux de Gustave-Adolphe et même l'empereur lui avait fait des offres alléchantes pour l'engager à son service - ce qu'il refusa. Son fils fut élevé à la dignité de comte.